# Tour de France 2005/7. Etappe
Die 7. Etappe der Tour de France 2005 führte von Lunéville zunächst durch die nördlichen Ausläufer der Vogesen, danach über Molsheim, die nördlichen Vororte von Straßburg und Rastatt nach Karlsruhe. Mit einer Länge von 228,5 Kilometern war es die drittlängste Etappe. Erstmals seit 2002 machte die Tour wieder in Deutschland Station.
Geprägt wurde das Rennen durch den Deutschen Fabian Wegmann. Dieser war nach rund 50 Kilometern vor der ersten Bergwertung ausgerissen. Zeitweise hatte er einen Vorsprung von über acht Minuten. Zwar wurde er über 160 Kilometer später vor Ettlingen wieder eingeholt, doch er übernahm das rot gepunktete Trikot für die Führung im Bergklassement. Auf der über vier Kilometer langen Zielgeraden vor dem Karlsruher Messegelände kam es erneut zu einem Massensprint. Diesen konnte Robbie McEwen für sich entscheiden, knapp vor Magnus Bäckstedt.

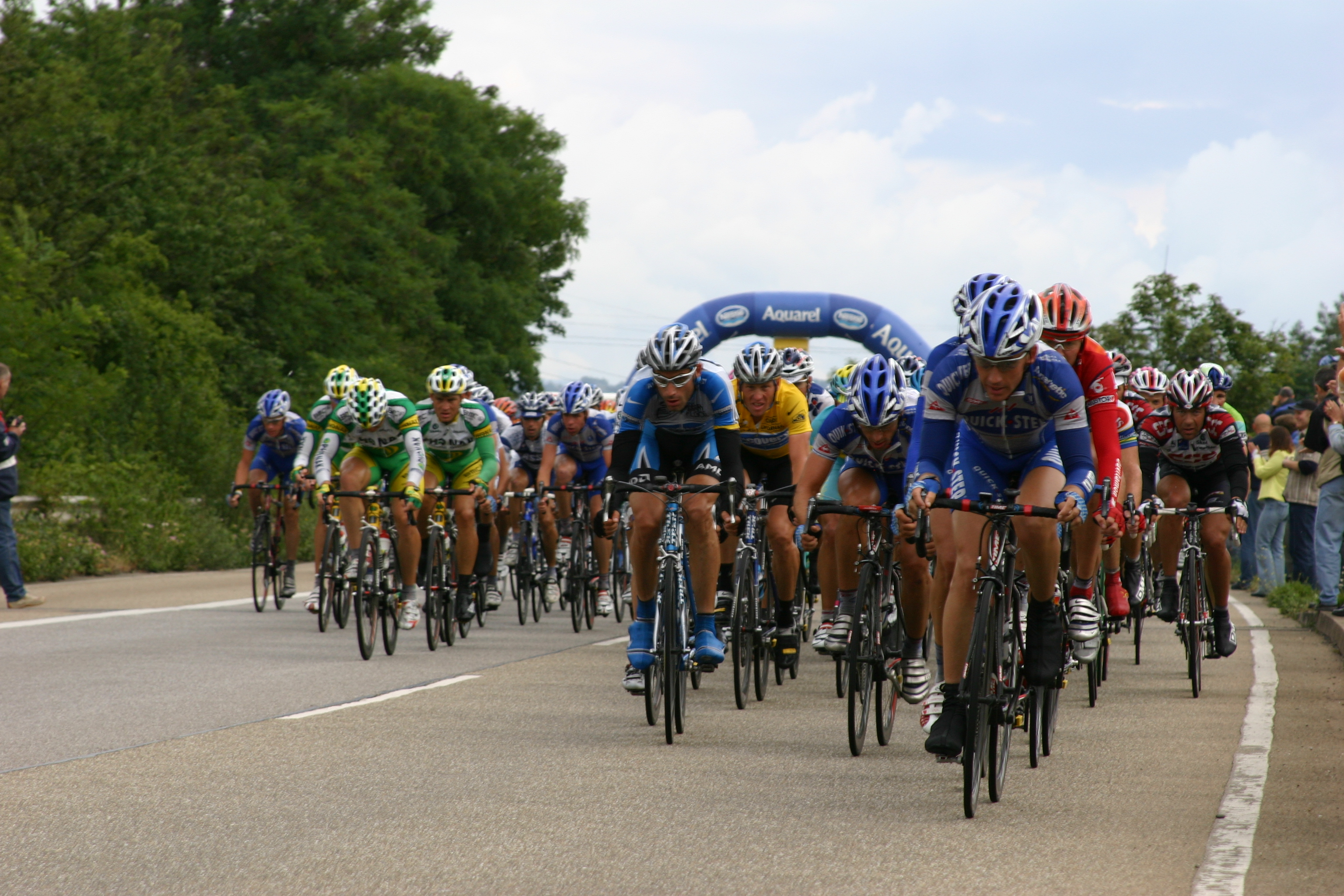
Hauptfeld kurz vor Karlsruhe

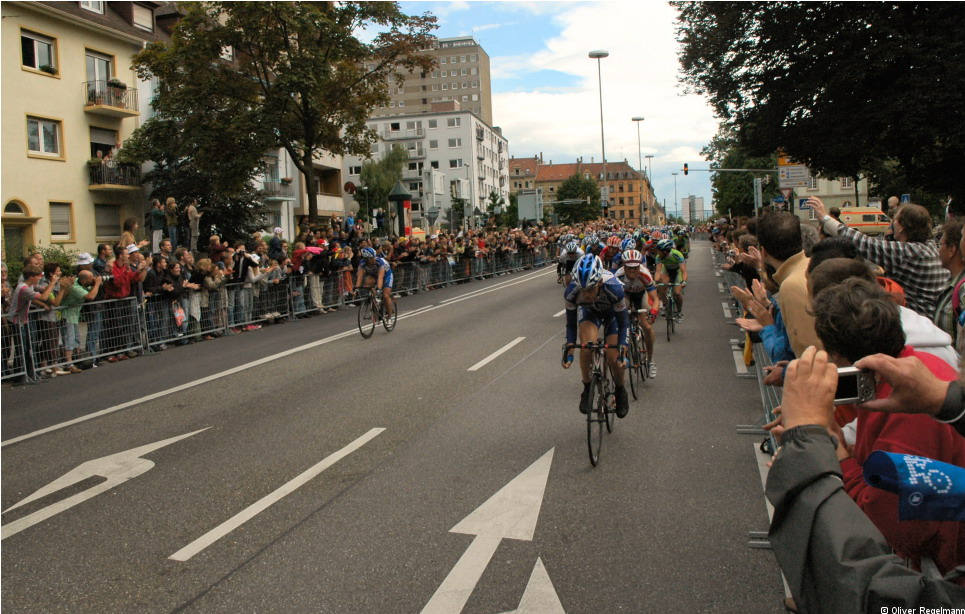
Das Peloton im Stadtzentrum von Karlsruhe

## Zwischensprints
1. Zwischensprint in Rambervillers (32,5 km)
| Erster  | Léon van Bon, 6 P. und 6 s |
| Zweiter | Erik Dekker, 4 P. und 4 s  |
| Dritter | Thor Hushovd, 2 P. und 2 s |

2. Zwischensprint in Brumath (146,5 km)
| Erster  | Fabian Wegmann, 6 P. und 6 s |
| Zweiter | Tom Boonen, 4 P. und 4 s     |
| Dritter | Thor Hushovd, 2 P. und 2 s   |

3. Zwischensprint in Rastatt (169,5 km)
| Erster  | Fabian Wegmann, 6 P. und 6 s |
| Zweiter | Tom Boonen, 4 P. und 4 s     |
| Dritter | Thor Hushovd, 2 P. und 2 s   |

## Bergwertungen
Col de la Chipotte Kategorie 4 (45 km)
| Erster  | Fabian Wegmann, 3 P.  |
| Zweiter | Thomas Voeckler, 2 P. |
| Dritter | Stéphane Augé, 1 P.   |

Col du Hantz Kategorie 3 (74 km)
| Erster  | Fabian Wegmann, 4 P.     |
| Zweiter | Ronny Scholz, 3 P.       |
| Dritter | Beat Zberg, 2 P.         |
| Vierter | Rubens Bertogliati, 1 P. |